# Milan Rašić
Milan Rašić (serbisch-kyrillisch Милан Рашић; * 2. Februar 1985 in Niš, Jugoslawien) ist ein serbischer Volleyballspieler.

## Karriere
Rašić begann in seiner Heimatstadt mit dem Volleyball. 2001 wechselte er zu OK Roter Stern Belgrad. 2010 wurde der Mittelblocker vom slowenischen Verein ACH Volley Ljubljana verpflichtet und gewann gleich den nationalen Pokal. Mit der serbischen Nationalmannschaft erreichte er im gleichen Jahr den dritten Platz bei der Weltmeisterschaft. 2011 wurde er mit Ljubljana slowenischer Meister. Anschließend gewann er mit Serbien die Europameisterschaft. 2012 spielte Rašić mit der Nationalmannschaft bei den Olympischen Spielen in London.